# Tristan Caruana
Tristan Caruana (Marsascala, 15 settembre 1991) è un calciatore maltese, centrocampista del Marsaxlokk.

## Carriera

### Club
Inizia a giocare a calcio nelle giovanili dell'Hibernians. Il 21 giugno 2008 esordisce nelle competizioni europee in Hibernians-Gorica (0-3), in Coppa Intertoto UEFA, subentrando al 79' al posto di Jonathan Xerri.
Nel 2012, durante la sessione invernale di calciomercato, si trasferisce in prestito al Qormi. Il 20 luglio 2014 viene tesserato dal Tarxien Rainbows, che nel 2017 lo cede a titolo definitivo all'Ħamrun Spartans.
Il 21 dicembre 2019 viene tesserato dal Valletta, firmando un contratto della durata di tre anni e mezzo. Il 19 dicembre 2021, in occasione della gara persa 2-1 contro il Balzan, raggiunge le 300 presenze nel campionato maltese.
Nel 2023 viene ingaggiato dal Balzan a parametro zero.

### Nazionale
Dopo aver giocato alcuni incontri con le selezioni giovanili, esordisce in nazionale maggiore il 26 marzo 2018 contro la Finlandia in amichevole, subentrando nella ripresa al posto di Rowen Muscat. Mette a segno la sua prima rete in nazionale il 7 ottobre 2020 in Malta-Gibilterra (2-0).

## Statistiche

### Presenze e reti nei club
Statistiche aggiornate al 16 dicembre 2023.
| Stagione                | Squadra                 | Campionato              | Campionato | Campionato | Coppe nazionali | Coppe nazionali | Coppe nazionali | Coppe continentali | Coppe continentali | Coppe continentali | Altre coppe | Altre coppe | Altre coppe | Totale | Totale | Totale |
| Stagione                | Squadra                 | Comp                    | Pres       | Reti       | Comp            | Pres            | Reti            | Comp               | Pres               | Reti               | Comp        | Pres        | Reti        | Pres   | Reti   |        |
| ----------------------- | ----------------------- | ----------------------- | ---------- | ---------- | --------------- | --------------- | --------------- | ------------------ | ------------------ | ------------------ | ----------- | ----------- | ----------- | ------ | ------ | ------ |
| 2007-2008               | Hibernians              | PL                      | 3          | 0          | CM              | 0               | 0               | -                  | -                  | -                  | -           | -           | -           | 3      | 0      |        |
| 2008-2009               | Hibernians              | PL                      | 8+2        | 0+1        | CM              | 2               | 0               | Int                | 2                  | 0                  | -           | -           | -           | 14     | 1      |        |
| 2009-2010               | Hibernians              | PL                      | 12+9       | 0+2        | CM              | 1               | 0               | UCL                | 0                  | 0                  | SM          | 1           | 0           | 23     | 2      |        |
| 2010-2011               | Hibernians              | PL                      | 10+4       | 1+1        | CM              | 2               | 0               | -                  | -                  | -                  | -           | -           | -           | 16     | 2      |        |
| 2011-gen. 2012          | Hibernians              | PL                      | 13         | 2          | CM              | 0               | 0               | -                  | -                  | -                  | -           | -           | -           | 13     | 2      |        |
| gen.-giu. 2012          | Qormi                   | PL                      | 6+9        | 1+1        | CM              | 4               | 0               | -                  | -                  | -                  | -           | -           | -           | 19     | 2      |        |
| ago. 2012               | Hibernians              | PL                      | 0          | 0          | CM              | 0               | 0               | UEL                | 1                  | 0                  | SM          | 0           | 0           | 1      | 0      |        |
| Totale Hibernians       | Totale Hibernians       | Totale Hibernians       | 61         | 7          |                 | 5               | 0               |                    | 3                  | 0                  |             | 1           | 0           | 70     | 7      |        |
| ago. 2012-2013          | Qormi                   | PL                      | 0+2        | 0          | CM              | 0               | 0               | -                  | -                  | -                  | -           | -           | -           | 2      | 0      |        |
| 2013-2014               | Qormi                   | PL                      | 18+10      | 0+1        | CM              | 4               | 0               | -                  | -                  | -                  | -           | -           | -           | 32     | 1      |        |
| Totale Qormi            | Totale Qormi            | Totale Qormi            | 45         | 3          |                 | 8               | 0               |                    | -                  | -                  |             | -           | -           | 53     | 3      |        |
| 2014-2015               | Tarxien Rainbows        | PL                      | 21+11      | 2+1        | CM              | 1               | 0               | -                  | -                  | -                  | -           | -           | -           | 33     | 3      |        |
| 2015-2016               | Tarxien Rainbows        | PL                      | 30         | 3          | CM              | 3               | 1               | -                  | -                  | -                  | -           | -           | -           | 33     | 4      |        |
| 2016-2017               | Tarxien Rainbows        | PL                      | 29         | 3          | CM              | 2               | 1               | -                  | -                  | -                  | -           | -           | -           | 31     | 4      |        |
| Totale Tarxien Rainbows | Totale Tarxien Rainbows | Totale Tarxien Rainbows | 91         | 9          |                 | 6               | 2               |                    | -                  | -                  |             | -           | -           | 97     | 11     |        |
| 2017-2018               | Ħamrun Spartans         | PL                      | 25         | 1          | CM              | 2               | 0               | -                  | -                  | -                  | -           | -           | -           | 27     | 1      |        |
| 2018-2019               | Ħamrun Spartans         | PL                      | 24         | 2          | CM              | 1               | 0               | -                  | -                  | -                  | -           | -           | -           | 25     | 2      |        |
| 2019-gen. 2020          | Ħamrun Spartans         | PL                      | 13         | 0          | CM              | 1               | 0               | -                  | -                  | -                  | -           | -           | -           | 14     | 0      |        |
| Totale Ħamrun Spartans  | Totale Ħamrun Spartans  | Totale Ħamrun Spartans  | 62         | 3          |                 | 4               | 0               |                    | -                  | -                  |             | -           | -           | 66     | 3      |        |
| gen.-giu. 2020          | Valletta                | PL                      | 5          | 0          | CM              | 1               | 0               | -                  | -                  | -                  | SM          | -           | -           | 6      | 0      |        |
| 2020-2021               | Valletta                | PL                      | 22         | 0          | CM              | 2               | 0               | UEL                | 0                  | 0                  | -           | -           | -           | 24     | 0      |        |
| 2021-2022               | Valletta                | PL                      | 21+3       | 1+2        | CM              | 5               | 0               | -                  | -                  | -                  | -           | -           | -           | 29     | 3      |        |
| 2022-2023               | Valletta                | PL                      | 19         | 0          | CM              | 2               | 0               | -                  | -                  | -                  | -           | -           | -           | 21     | 0      |        |
| Totale Valletta         | Totale Valletta         | Totale Valletta         | 70         | 3          |                 | 10              | 0               |                    | 0                  | 0                  |             | -           | -           | 80     | 3      |        |
| 2023-2024               | Balzan                  | PL                      | 7          | 0          | CM              | 0               | 0               | UECL               | 4                  | 0                  | -           | -           | -           | 11     | 0      |        |
| Totale carriera         | Totale carriera         | Totale carriera         | 336        | 25         |                 | 33              | 2               |                    | 7                  | 0                  |             | 1           | 0           | 377    | 27     |        |

### Cronologia presenze e reti in nazionale
| Cronologia completa delle presenze e delle reti in nazionale ― Malta | Cronologia completa delle presenze e delle reti in nazionale ― Malta | Cronologia completa delle presenze e delle reti in nazionale ― Malta | Cronologia completa delle presenze e delle reti in nazionale ― Malta | Cronologia completa delle presenze e delle reti in nazionale ― Malta | Cronologia completa delle presenze e delle reti in nazionale ― Malta | Cronologia completa delle presenze e delle reti in nazionale ― Malta | Cronologia completa delle presenze e delle reti in nazionale ― Malta |
| Data                                                                 | Città                                                                | In casa                                                              | Risultato                                                            | Ospiti                                                               | Competizione                                                         | Reti                                                                 | Note                                                                 |
| -------------------------------------------------------------------- | -------------------------------------------------------------------- | -------------------------------------------------------------------- | -------------------------------------------------------------------- | -------------------------------------------------------------------- | -------------------------------------------------------------------- | -------------------------------------------------------------------- | -------------------------------------------------------------------- |
| 26-3-2018                                                            | Antalya                                                              | Finlandia                                                            | 5 – 0                                                                | Malta                                                                | Amichevole                                                           | -                                                                    | 46’                                                                  |
| 15-11-2019                                                           | Cadice                                                               | Spagna                                                               | 7 – 0                                                                | Malta                                                                | Qual. Euro 2020                                                      | -                                                                    | 63’                                                                  |
| 7-10-2020                                                            | Ta' Qali                                                             | Malta                                                                | 2 – 0                                                                | Gibilterra                                                           | Amichevole                                                           | 1                                                                    | 46’                                                                  |
| 11-11-2020                                                           | Ta' Qali                                                             | Malta                                                                | 3 – 0                                                                | Liechtenstein                                                        | Amichevole                                                           | -                                                                    | 54’                                                                  |
| 4-6-2021                                                             | Klagenfurt                                                           | Kosovo                                                               | 2 – 1                                                                | Malta                                                                | Amichevole                                                           | -                                                                    | 88’                                                                  |
| 1-9-2021                                                             | Ta' Qali                                                             | Malta                                                                | 3 – 0                                                                | Cipro                                                                | Qual. Mondiali 2022                                                  | -                                                                    | 85’                                                                  |
| 4-9-2021                                                             | Lubiana                                                              | Slovenia                                                             | 1 – 0                                                                | Malta                                                                | Qual. Mondiali 2022                                                  | -                                                                    | 79’                                                                  |
| 7-9-2021                                                             | Mosca                                                                | Russia                                                               | 2 – 0                                                                | Malta                                                                | Qual. Mondiali 2022                                                  | -                                                                    | 66’                                                                  |
| 8-10-2021                                                            | Ta' Qali                                                             | Malta                                                                | 0 – 4                                                                | Slovenia                                                             | Qual. Mondiali 2022                                                  | -                                                                    | 68’                                                                  |
| 11-10-2021                                                           | Larnaca                                                              | Cipro                                                                | 2 – 2                                                                | Malta                                                                | Qual. Mondiali 2022                                                  | -                                                                    | 46’                                                                  |
| 14-11-2021                                                           | Ta' Qali                                                             | Malta                                                                | 0 – 6                                                                | Slovacchia                                                           | Qual. Mondiali 2022                                                  | -                                                                    | 85’                                                                  |
| Totale                                                               |                                                                      | Presenze                                                             | 11                                                                   |                                                                      | Reti                                                                 | 1                                                                    |                                                                      |

## Palmarès

### Club

#### Competizioni nazionali
- Campionato maltese: 1

Hibernians: 2008-2009